# وال دی نوتو
وال دی نوتو (به انگلیسی: Province of Noto) یک منطقه تاریخی و جغرافیایی است که یک سوم جنوب شرقی سیسیل را در بر می‌گیرد. فلات هیبله سنگ آهکی بر آن غالب است و از نظر تاریخی، یکی از سه والی سیسیل بود.

## تاریخ
قدیمی‌ترین سکونتگاه ثبت شده در وال دی نوتو شهر باستانی آکرای در نزدیکی پالاتسولو آکریده بود که در سال ۶۶۴ قبل از میلاد تأسیس شد. این اولین مستعمره سکونتگاه کورینتی در سیراکوز بود.

## باستان‌شناسی
شهر ویران شده Angie توسط مورخ Tomas Fuentes در قرن شانزدهم دوباره کشف شد. کاوش‌های بیشتر در اوایل قرن نوزدهم توسط بارون گابریل آلی، آثار مهمی از تاریخ اولیه شرق سیسیل کشف کرد.
در ژوئن ۲۰۰۲، یونسکو شهرهای وال دی نوتو را به عنوان «نماینده اوج و شکوفایی نهایی هنر باروک در اروپا» در فهرست میراث جهانی ثبت کرد. شهرهای ذکر شده عبارتند از: کالتاجرونه، میلیتلو این وال دی کاتانیا، کاتانیا، مودیکا، نوتو، پالاتسولو آکریده، راگوسا، و شیکلی.